# Castel San Lorenzo
Castel San Lorenzo ist eine italienische Gemeinde mit 2201 Einwohnern (Stand 31. Dezember 2023) in der Provinz Salerno in der Region Kampanien.

## Geografie
Die Nachbargemeinden sind Aquara, Felitto und Roccadaspide. Weitere Ortsteile sind Madonna della Stella und Ponte Calore. Der Ort grenzt an den Nationalpark Cilento und Vallo di Diano und ist Teil der Comunità Montana del Calore Salernitano.

## Kulinarisches
Die Küche von Castel San Lorenzo zeichnet sich besonders durch ihre Rustikalität und die Verwendung regionaler Produkte aus. Im Gegensatz zur neapolitanischen Küche blieb sie über die Geschichte weitgehend frei von französischen Einflüssen und basiert auf den eher günstigen Nahrungsmitteln der Bauern wie Fisch, Gemüse und Weizen.
Bekannt ist Castel San Lorenzo vor allem für seinen „blauen Fisch“, Büffelmozzarella und Olivenöl. Der Export dieser Waren bildet zudem einen wichtigen Wirtschaftszweig der Region.
Typische Gerichte sind die „Scialatielli“, eine Pasta mit Meeresfrüchten; „Parmigiana di melanzane“, frittierte Auberginen mit Tomaten und Mozzarella und die „torta caprese“ eine Torte mit Mandeln und Schokolade.

## Weinbau
Hier werden Weiß-, Rosé- und Rotweine sowie Schaumweine unter der Bezeichnung Castel San Lorenzo DOC erzeugt, die seit 1991 eine „kontrollierte Herkunftsbezeichnung“ (Denominazione di origine controllata – DOC) besitzen, die zuletzt am 7. März 2014 aktualisiert wurde. Auch in den Nachbargemeinden Bellosguardo und Felitto und in Teilen der Gemeinden Aquara, Castelcivita, Roccadaspide, Magliano Vetere und Ottati (alle in der Provinz Salerno) sind der Anbau und die Vinifikation für diese Denomination gestattet.
Die Weißweine bestehen hauptsächlich aus den Rebsorten Trebbiano Toscano, Malvasia Bianca und Moscato. Bei den Rotweinen sind die Rebsorten Barbera und Aglianicone vorherrschend.

## Persönlichkeiten
- Antônio Maria Mucciolo (1923–2012), Erzbischof von Botucatu, Brasilien